# L'Officiel
L'Officiel, fullständigt namn L'Officiel de la couture et de la mode de Paris, är en fransk modetidskrift som grundades 1921.
L'Officiel utgavs första gången 1921 av Andrée Castaniée. 1932 anslöt sig George Jalou som art director. Tidskriften kom med tiden att bli ett forum för modeskaparna Pierre Balmain, Cristóbal Balenciaga, Christian Dior och Yves St. Laurent. 